# فلسفه هلنیستی
فلسفه یونانی‌مآبی یا فلسفه یونانی‌گری یا فلسفه هلنیستی، دوره‌ای از فلسفه غرب می‌باشد که در تمدن هلنی، پس از ارسطو توسعه یافت و با آغاز دوره نوافلاطونی پایان یافت.
فلسفه هلنیستی، فلسفه یونان باستان مربوط به دوره هلنیستی در یونان باستان، از مرگ اسکندر مقدونی در ۳۲۳ قبل از میلاد تا نبرد آکتیوم در ۳۱ قبل از میلاد است. مکاتب غالب این دوره رواقیون، اپیکوریان و شکاکان بودند.

## مکتب‌های فکری دورهٔ هلنیستی

### مکتب فیثاغوری
- فیثاغورس
- هیپاسوس

### سوفسطائی‌گری
- پروتاگوراس
- گرگیاس
- آنتیفون

### مکتب کلبیون (Cynicism)
- آنتیستنس
- دیوژن کلبی
- کراتس کلبی
- منیپوس گادارائی
- دمتریوس کلبی

### مکتب کورنایی
مکتب کورنایی یا سیرنایسیسم یا مکتب قورنائیان (Cyrenaicism) یک مکتب فلسفی فرا-لذتگرایی بود که در قرن چهارم پیش از میلاد توسط آریستیپوس (Aristippus of Cyrene) بنیانگذاری شد. پیروان این مکتب معتقد بودند که لذت عالیترین خوبی‌ها است، به خصوص لذت بردن بی‌درنگ. این مکتب طی یک قرن جای خود را به آموزه اپیکوری داد.
- آریستیپوس کورنی

### افلاطون‌گرایی
- اسپئوسیپوس
- گزنوکراتس یا زینوقراط یا زینوقراطیس
- آرکزیلاؤس
- کارنئادس اهل کورن
- آنتیوخوس آسکالونی
- پلوتارک

### مکتب مشائی
- ارسطو
- ثئوفراستوس
- استراتون لامپساکوسی
- اسکندر افرودیسی

### مکتب پیرهونی
مکتب پورُونی یا پیرهونی یا پیرنی یا فیرونی یکی از مکاتب شک‌گرایی است که با پورُن الیسی یا پیرهون یا پورو «Pyrrho of Elis» در قرن سوم پیش از میلاد آغاز می‌شود و توسط انزیدموس (Aenesidemus of Crete) در قرن اول پیش از میلاد توسعه میابد. این مکتب با هدف دستیابی به آرامش (ataraxia) یا ذهن آسوده، از شک‌گرایی فلسفی دربارهٔ جهان دفاع می‌کند و مدعی می‌شود که درستی هیچ چیزی نمی‌تواند اثبات شود پس ما باید قضاوت کردن را معلق نماییم.
- پورُن الیسی
- تیمون فلیوسی
- انزیدموس کنوسوسی
- سکستوس امپریکوس

### فلسقه اپیکوری
- اپیکوروس
- مترودوروس اهل لامپساکوس
- زنون سیدونی
- فیلودم
- لوکرتیوس

### رواقی‌گری
- زنون رواقی
- کلئانتس اهل آسوس
- خروسیپوس اهل سولوئی
- پانتیوس ردسی یا پانسیوس ردسی
- پوسیدونیوس
- سنکای جوان
- اپیکتت
- مارکوس اورلیوس

### مکتب التقاطی
- مارکوس ترنتیوس وارو
- سیسرون
- سنکای جوان

### یهودیت هلنیستی
فلسفه یهودی-یونانی یا یهودیت هلنیستی تلاشی بود برای ایجاد سنت دینی یهودی در فرهنگ و زبان هلنیستی. نماینده اصلی این مکتب فکری فیلون اسکندرانی می‌باشد.
- فیلون اسکندرانی
- یوسفوس فلاویوس

### مکتب نوفیثاغورسی
مکتب نوفیثاغورسی یک مکتب احیای آموزه‌های فیثاغوری بود که در قرن‌های اول و دوم میلادی برجسته شده بود. این مکتب تلاشی بود برای معرفی یک عنصر مذهبی به فلسفه یونان، پرستیدن خدا با یک زندگی زاهدانه و نادیده گرفتن لذات جسمانی و تمام انگیزه‌های مبنی بر لذات جسمانی، برای پاک کردن روح.
- نیگیدیوس فیگولوس
- آپولونیوس تیانایی
- نومنیوس اهل آپامئا

### مسیحیت هلنیستی
فلسفه مسیحی-یونانی یا مسیحیت هلنیستی تلاشی بود برای تطبیق دادن مسحیت با فلسفه یونانی که در اواخر قرن دوم میلادی آغاز شد. افرادی همانند کلمنت اسکندریه به دنبال ارائه مسیحیت با یک چارچوب فلسفی بودند که در این راه از فلسفه افلاطونی و مکتب نوظهور نوافلاطونی کمک گرفتند.
- کلمنت اسکندریه
- اوریجن
- آگوستین

### فلسفه نوافلاطونی
- فلوطین (۲۷۰–۲۰۵ میلادی)
- پورفیری (۲۳۳–۳۰۹ میلادی)
- یامبلیخوس (۲۴۵–۳۲۵ میلادی)